# Hiroaki Tsutsumi
Hiroaki Tsutsumi (堤 博明 Tsutsumi Hiroaki?, Tokio, Japón, 5 de junio de 1985) es un músico y compositor japonés mejor conocido por su trabajo en varias series de televisión de anime. Comenzó su carrera musical a la edad de 14 años cuando comenzó a tocar la guitarra. Después de ganar un concurso de guitarra tres años después, decidió convertirse en músico profesional y luego se graduó de la Escuela de Música de Kunitachi.

## Biografía
Hiroaki Tsutsumi nació en Tokio el 5 de junio de 1985, y comenzó su carrera musical cuando comenzó a tocar la guitarra a la edad de 14 años después de que muchos de sus compañeros comenzaran a tocar el instrumento. A la edad de 17 años, ganó un concurso de guitarra, lo que se convirtió en la razón por la que decidió convertirse en músico profesional. Después de practicar bajo la dirección de Yoshihisa Suzuki y graduarse de la escuela secundaria, asistió y luego se graduó de la Escuela de Música de Kunitachi.
Antes de graduarse, Tsutsumi trabajó un poco con Masaru Yokoyama, quien influyó en Tsutsumi para intentar componer para otras obras. En 2013, Tsutsumi estuvo a cargo de componer por primera vez la serie de televisión de anime para la franquicia de medios Hyperdimension Neptunia. En 2019, la adaptación al anime de Dr. Stone fue nominada a mejor banda sonora de anime en los Crunchyroll Anime Awards, que co-compuso Tsutsumi. En 2021, la adaptación al anime de Jujutsu Kaisen ganó el anime del año en los Crunchyroll Anime Awards, que también co-compuso Tsutsumi.

## Trabajos

### Series de televisión
| Año  | Título                                                               | Estudio                                  | Nota(s)                                              | Refs.         |
| ---- | -------------------------------------------------------------------- | ---------------------------------------- | ---------------------------------------------------- | ------------- |
| 2007 | Devil May Cry                                                        | Madhouse                                 | Arreglista de canción insertada ("Room DESPAIR")     | [ 7 ]         |
| 2013 | Hyperdimension Neptunia: The Animation                               | David Production                         | Compositor junto a Kenji Kaneko y Masaru Yokoyama    | [ 1 ]         |
| 2013 | Yūsha ni Narenakatta Ore wa Shibushibu Shūshoku o Ketsui Shimashita. | Asread                                   | Compositor junto a Masaru Yokoyama                   | [ 1 ]         |
| 2013 | Meganebu!                                                            | Studio Deen                              | Compositor junto a Keiko Osaki y Shota Hashimoto     | [ 1 ]         |
| 2014 | Ao Haru Ride                                                         | Production I.G                           | Compositor junto a Keiko Osaki y Shota Hashimoto     | [ 1 ]         |
| 2015 | Monster Musume no Iru Nichijō                                        | Lerche                                   | Compositor                                           | [ 8 ]         |
| 2015 | Lance N' Masques                                                     | Studio Gokumi                            | Compositor                                           | [ 9 ]         |
| 2015 | Valkyrie Drive: Mermaid                                              | Arms                                     | Compositor                                           | [ 1 ]         |
| 2016 | Kuromukuro                                                           | P.A. Works                               | Compositor                                           | [ 10 ]        |
| 2016 | Orange                                                               | TMS Entertainment Telecom Animation Film | Compositor                                           | [ 11 ]        |
| 2016 | Long Riders!                                                         | Actas                                    | Compositor                                           | [ 1 ]         |
| 2017 | Roku de Nashi Majutsu Kōshi to Akashic Records                       | Liden Films                              | Compositor                                           | [ 12 ]        |
| 2017 | sin: Nanatsu no Taizai                                               | Artland TNK                              | Compositor junto a Masaru Yokoyama                   | [ 13 ]        |
| 2017 | Keppeki Danshi! Aoyama-kun                                           | Studio Hibari                            | Compositor                                           | [ 1 ]         |
| 2017 | Kujira no Kora wa Sajō ni Utau                                       | J.C.Staff                                | Compositor                                           | [ 14 ]        |
| 2018 | Karakai Jōzu no Takagi-san                                           | Shin-Ei Animation                        | Compositor                                           | [ 15 ]        |
| 2018 | Anima Yell!                                                          | Doga Kobo                                | Compositor junto a manzo                             | [ 16 ]        |
| 2019 | Midara na Ao-chan wa Benkyō ga Dekinai                               | Silver Link                              | Compositor                                           | [ 1 ]         |
| 2019 | Dr. Stone                                                            | TMS Entertainment                        | Compositor junto a Tatsuya Kato y Yuki Kanesaka      | [ 17 ]        |
| 2019 | Karakai Jōzu no Takagi-san 2                                         | Shin-Ei Animation                        | Compositor                                           | [ 18 ] [ 19 ] |
| 2019 | Ahiru no Sora                                                        | Diomedéa                                 | Compositor                                           | [ 20 ]        |
| 2019 | Actors: Songs Connection                                             | Drive                                    | Compositor junto a Hideakira Kimura y Tomotaka Ōsumi | [ 21 ]        |
| 2020 | Jujutsu Kaisen                                                       | MAPPA                                    | Compositor junto a Yoshimasa Terui y Alisa Okehazama | [ 5 ]         |
| 2020 | Kami-tachi ni Hirowareta Otoko                                       | Maho Film                                | Compositor                                           | [ 22 ]        |
| 2021 | Dr. Stone: Stone Wars                                                | TMS Entertainment                        | Compositor junto a Tatsuya Kato y Yuki Kanesaka      | [ 23 ] [ 24 ] |
| 2021 | Koi to Yobu ni wa Kimochi Warui                                      | Nomad                                    | Compositor                                           | [ 25 ]        |
| 2021 | Tokyo Revengers                                                      | Liden Films                              | Compositor                                           | [ 26 ]        |
| 2021 | Senpai ga Uzai Kōhai no Hanashi                                      | Doga Kobo                                | Compositor                                           | [ 27 ]        |
| 2022 | Karakai Jōzu no Takagi-san 3                                         | Shin-Ei Animation                        | Compositor                                           | [ 28 ] [ 29 ] |
| 2022 | Kawaii dake ja Nai Shikimori-san                                     | Doga Kobo                                | Compositor                                           | [ 30 ]        |
| 2023 | Nokemono-tachi no Yoru                                               | Ashi Productions                         | Compositor junto a Kana Hashiguchi                   | [ 31 ]        |
| 2023 | Tokyo Revengers: Seiya Kessen-hen                                    | Liden Films                              | Compositor                                           | [ 32 ]        |
| 2023 | Kami-tachi ni Hirowareta Otoko Season 2                              | Maho Film                                | Compositor                                           | [ 33 ]        |
| 2023 | Dr. Stone: New World                                                 | TMS Entertainment                        | Compositor junto a Tatsuya Kato y Yuki Kanesaka      | [ 34 ] [ 35 ] |
| 2023 | Tokyo Revengers: Tenjiku-hen                                         | Liden Films                              | Compositor                                           | [ 36 ]        |
| 2023 | Potion-danomi de Ikinobimasu!                                        | Jumondou                                 | Compositor                                           | [ 37 ]        |
| 2023 | Dr. Stone: New World Part 2                                          | TMS Entertainment                        | Compositor junto a Tatsuya Kato y Yuki Kanesaka      | [ 38 ] [ 39 ] |
| 2024 | Bartender: Kami no Glass                                             | Liber                                    | Compositor                                           | [ 40 ]        |
| 2024 | Tokidoki Bosotto Russia-go de Dereru Tonari no Alya-san              | Doga Kobo                                | Compositor                                           | [ 41 ] [ 42 ] |
| 2024 | 2.5 Jigen no Yūwaku                                                  | J.C.Staff                                | Compositor                                           | [ 43 ]        |
| 2024 | Raise wa Tanin ga Ī                                                  | Studio Deen                              | Compositor                                           | [ 44 ]        |
| 2025 | Dr. Stone: Science Future                                            | TMS Entertainment                        | Compositor junto a Tatsuya Kato y Yuki Kanesaka      | [ 45 ]        |
| 2025 | Muzik Tiger In the Forest                                            | Tōhō Animation Studio                    | Compositor                                           | [ 46 ]        |

### Películas
| Año  | Título                                  | Estudio                | Nota(s)                                              | Refs.  |
| ---- | --------------------------------------- | ---------------------- | ---------------------------------------------------- | ------ |
| 2016 | Orange: Mirai                           | Telecom Animation Film | Compositor                                           | [ 47 ] |
| 2021 | Jujutsu Kaisen 0                        | MAPPA                  | Compositor junto a Yoshimasa Terui y Alisa Okehazama | [ 48 ] |
| 2022 | Karakai Jōzu no Takagi-san: La Película | Shin-Ei Animation      | Compositor                                           | [ 49 ] |

### ONAs
| Año  | Título                               | Estudio        | Nota(s)                                                          | Refs.         |
| ---- | ------------------------------------ | -------------- | ---------------------------------------------------------------- | ------------- |
| 2018 | Monster Strike the Animation         | Studio Hibari  | Compositor junto a Masaru Yokoyama, Nobuaki Nobusawa y Moe Hyūga | [ 50 ]        |
| 2024 | Monsters: Ippyaku Sanjō Hiryū Jigoku | E&H production | Compositor                                                       | [ 51 ] [ 52 ] |
| 2025 | Bullet/Bullet                        | E&H production | Compositor                                                       | [ 53 ]        |

### OVAs
| Año  | Título                                                              | Estudio             | Nota(s)                                           | Refs.  |
| ---- | ------------------------------------------------------------------- | ------------------- | ------------------------------------------------- | ------ |
| 2014 | Hyperdimension Neptunia: The Animation: Yakusoku no Eien - True End | David Production    | Compositor junto a Kenji Kaneko y Masaru Yokoyama | [ 54 ] |
| 2014 | Alice in Borderland                                                 | Silver Link Connect | Compositor                                        | [ 55 ] |

### Especiales
| Año  | Título              | Estudio         | Nota(s)    | Refs.  |
| ---- | ------------------- | --------------- | ---------- | ------ |
| 2023 | Burn the Witch #0.8 | Studio Colorido | Compositor | [ 56 ] |